# Daihachi Okamura
Daihachi Okamura (岡村 大八 Okamura Daihachi?, Tokio, 15 de febrero de 1997) es un futbolista japonés que juega como defensa en el F. C. Machida Zelvia de la J1 League.

## Trayectoria
En 2019 se unió al Thespakusatsu Gunma.

## Clubes
| Club                         | País  | Año       |
| ---------------------------- | ----- | --------- |
| Thespakusatsu Gunma          | Japón | 2019-2020 |
| Tegevajaro Miyazaki (cedido) | Japón | 2019      |
| Hokkaido Consadole Sapporo   | Japón | 2021-2024 |
| F. C. Machida Zelvia         | Japón | 2025-     |